# Tilopteridales
Tilopteridales o Cutleriales un orden de la clase Phaeophyceae (algas pardas), que presentan alternancia de generaciones isomorfa.  Está compuesto por cinco familias.